# Патрульные катера проекта «Барс»
Патрульные катера проекта 22180 (0300) «Барс» — серия патрульных катеров разработанных СПКБ для БОХР ПСКНБ РК. Первые корабли строились Казахстаном по российской лицензии. Головной корабль «Сарда́р» с бортовым номером 201, построено 6 кораблей на заводе «Зенит» в г. Уральск. На основе катеров данного проекта разработан проект ракетно-артиллерийских катеров проекта 0250 «Барс-МО».

## Представители серии
| Название                    | Верфь | Бортовой номер | Закладка | Спуск на воду       | Ввод в состав флота | Страна    | Текущий статус |
| --------------------------- | ----- | -------------- | -------- | ------------------- | ------------------- | --------- | -------------- |
| Сардар (каз. Сардар)        | Зенит | 201            | 2006     |                     |                     | Казахстан | В строю        |
| Сакшы (каз. Сақшы)          | Зенит | 202            | 2008     |                     |                     | Казахстан | В строю        |
| Женис (каз. Жеңіс)          | Зенит | 203            | 2010     |                     |                     | Казахстан | В строю        |
| Семсер (каз. Семсер)        | Зенит | 204            | 2010     | 10 мая 2012 года    |                     | Казахстан | В строю        |
| Сарбаз (каз. Сарбаз)        | Зенит | 205            | 2015     | 28 апреля 2016 года |                     | Казахстан | В строю        |
| Нур-Султан (каз. Нұрсұлтан) | Зенит | 206            | 2017     | 2019                |                     | Казахстан | В строю        |